# Ernani Ayrosa da Silva
Ernani Ayrosa da Silva (Rio de Janeiro, 21 de setembro de 1915 — Rio de Janeiro, 5 de dezembro de 1987) foi um general de exército brasileiro, combatente da Força Expedicionária Brasileira, que foi Chefe do Estado-Maior do Exército.

## Biografia

### Início da carreira militar
Nasceu no Rio de Janeiro, no dia 21 de setembro de 1915, filho de Homero de Morais Silva e de Violeta Airosa da Silva. 
De 1928 a 1933, estudou no Colégio Militar do Rio de Janeiro, ingressando na Escola Militar do Realengo em março de 1934. Foi declarado aspirante-a-oficial da arma de Infantaria em novembro de 1937, promovido a segundo tenente em dezembro de 1938 e a primeiro tenente em dezembro de 1940.

### Segunda Guerra Mundial
Comissionado no posto de capitão em janeiro de 1944, integrou-se à Força Expedicionária Brasileira no 6º Regimento de Infantaria de Caçapava, na época acantonado na Vila Militar (Rio de Janeiro) e comandado pelo coronel João de Segadas Viana. Designado para o comando da 2ª Companhia, seguiu para a Europa a bordo do navio General Mann, integrando o 1º Escalão da FEB, sob o comando do general Zenóbio da Costa.
Desembarcou na Itália, em 16 de julho de 1944. Dois meses depois, assumiu o comando de um destacamento especial encarregado de tomar Camaiore. Cumprida a missão, que foi seguida da conquista de Monte Prano, Casoli e Casoli Alto, deslocou-se, em outubro, com a 2ª Companhia para o vale do Rio Serchio, onde conquistou Corellia Antalminele e recebeu ordens para tomar Lama di Soto e Pradocelli, com o objetivo de consolidar a conquista de Barga. Nessa operação, foi ferido durante o contra-ataque alemão, mas manteve-se em seu posto, o que lhe valeu a primeira condecoração concedida a um oficial brasileiro na Europa pelo general Mark Clark, comandante do V Exército norte-americano.
Em novembro de 1944, ocupou com sua companhia as alturas de Riola Vechia, no vale do Rio Reno. Participou da tomada de Boscacio, Montecavalloro e Lissano, além da preparação do ataque a Castelnuovo (Vergato). Efetivado no posto de capitão no mês seguinte, em janeiro de 1945 assumiu o comando da 3ª Seção do 1º Batalhão do 6º RI. Em março, participou da conquista de Soprassasso, Castelnuovo e do avanço rumo a Montese. Nessa operação, ocorrida durante o mês de abril, a companhia comandada por Ayrosa sofreu pesadas baixas. Mesmo assim, foram conquistadas as cidades de Zocca, Collecchio e Fornovo di Taro. Diante da necessidade de reajustar seus efetivos, Ayrosa ofereceu-se para avançar pela estrada a fim de atrair o fogo inimigo e aliviar a pressão sobre a tropa. No entanto, o jipe que o conduzia explodiu, e ele ficou gravemente ferido, sendo socorrido pelos alemães. Com a rendição alemã, foi transportado para o posto de socorro do 1º Batalhão e em seguida para hospitais em Modena, Bolonha e Livorno. Temendo não receber alta e ser enviado aos Estados Unidos para tratamento, fugiu de Livorno e juntou-se a seu batalhão. Terminada a guerra, foi condecorado comandante da FEB, general João Batista Mascarenhas de Morais, na cidade de Alessandria della Rocca. Recebeu então a Cruz de Combate de Primeira Classe, medalha de guerra de maior valor hierárquico concedida pelo Brasil.

### Retorno ao Brasil
Depois de retornar ao país em 1945, serviu na Escola Militar de Resende e na 4ª Região Militar, em Belo Horizonte. Posteriormente, foi professor de francês do Colégio Militar do Rio de Janeiro. Em 1950, realizou o curso da Escola de Aperfeiçoamento de Oficiais. Ascendeu a major em janeiro de 1952 e, três anos depois, concluiu o curso da Escola de Comando e Estado-Maior do Exército.
Foi promovido a tenente-coronel em dezembro de 1958. Em abril de 1960 passou a ocupar uma vaga na secretaria do Conselho de Segurança Nacional. Foi classificado na Seção do Exterior do Serviço Federal de Informações e Contra-Informações, mais tarde transformado em Serviço Nacional de Informações. Em janeiro de 1961, matriculou-se na Escola Superior de Guerra.
Em agosto de 1961, durante a crise instalada pela renúncia de Jânio Quadros e a oposição dos ministros militares à posse do vice-presidente João Goulart, Ayrosa foi designado pelo ministro da Guerra, general Odylio Denys, para comandar a tropa que se deslocaria de São Paulo para o Rio Grande do Sul com a missão de conter as manifestações de apoio a Goulart lideradas pelo governador gaúcho Leonel Brizola. O deslocamento não chegou a se concretizar devido à adoção do parlamentarismo, que garantiu a posse de Goulart na presidência, em setembro de 1961.
Terminado o curso na ESG, Ayrosa foi convidado a integrar o corpo permanente da escola, na qual permaneceu até a vitória do movimento político-militar de 31 de março de 1964 que destituiu Goulart. Com a posse na presidência do general Humberto Castello Branco, foi designado para a 2ª Seção do Estado-Maior do I Exército, no Rio de Janeiro. Em agosto de 1964, foi promovido a coronel e, em novembro, transferido para Washington, D.C., como assessor do Departamento de Estudos do Colégio Interamericano de Defesa. Voltou ao Brasil em janeiro de 1967 e, em março do mesmo ano, assumiu o comando do 2º Batalhão de Infantaria Blindado no Rio de Janeiro.

### Oficial General
Em março de 1969, foi promovido a general-de-brigada. Foi designado para a chefia do Estado-Maior do II Exército, em São Paulo, onde permaneceu de 2 de maio de 1969 a 5 de janeiro de 1971. Nesse posto, foi o idealizador e arquiteto da primeira operação militar integrada de combate à subversão, destinada a acabar com os assaltos a bancos e quartéis e com os sequestros de embaixadores estrangeiros. Esse plano posteriormente daria origem à Operação Bandeirante, que se notabilizaria pelo rigor na repressão aos adversários do regime.
Em janeiro de 1971, passou a chefiar a Diretoria de Armamento e Munição, integrada ao recém-criado Departamento de Material Bélico do Exército. Em seguida, comandou a Escola de Aperfeiçoamento de Oficiais, no período de 1 de fevereiro de 1972 a 9 de setembro de 1974.
Em julho de 1974, foi promovido a general de divisão e, em setembro seguinte, passou a chefiar a Diretoria de Formação e Aperfeiçoamento, que tinha como unidades subordinadas a Escola de Comando e Estado-Maior do Exército, a Escola de Aperfeiçoamento de Oficiais, a Academia Militar de Agulhas Negras e os centros e núcleos de preparação de oficiais da reserva espalhados por todo o país.
Em seguida, foi Comandante Militar da Amazônia, em Manaus, no período de 25 de maio de 1976 a 
19 de janeiro de 1978.
Ainda em janeiro de 1978, assumiu a vice-chefia do Departamento de Ensino e Pesquisa do Exército. Promovido a general de divisão em 31 de março de 1978, passou a ser o chefe desse Departamento. Nessa oportunidade, manifestou confiança na distensão política defendida pelo presidente Ernesto Geisel e na redemocratização preconizada pelo presidente recém-eleito João Batista Figueiredo, seu companheiro de turma da Escola Militar do Realengo.
Em junho de 1979, passou o comando do Departamento de Ensino e Pesquisa, assumindo a chefia do Estado-Maior do Exército, onde ficou maio de 1981.
Em julho de 1979, durante solenidade de mudança do comando do II Exército, rebateu as críticas ao projeto de anistia do governo, manifestando-se contrariamente à extensão do benefício aos punidos por atos terroristas. Em seus pronunciamentos como chefe do EME, defendeu as realizações do regime militar e a união e disciplina das Forças Armadas, combatendo, com a mesma intensidade, o comunismo. Em dezembro de 1979, declarou que a finalidade do Golpe de Estado no Brasil em 1964, chamado por ele de "Revolução de 1964", só seria completada com o estabelecimento de um Estado democrático pleno.
Ainda como chefe do EME, substituiu o ministro do Exército em quatro oportunidades, uma delas entre novembro de 1980 e fevereiro do ano seguinte, quando o general Walter Pires de Carvalho e Albuquerque foi operado. Na condição de ministro interino, puniu com prisão domiciliar de dois dias o chefe do Departamento Geral de Pessoal do Exército, general Antônio Carlos de Andrada Serpa, e com pena de repreensão o general da reserva Euler Bentes Monteiro por terem assinado o documento publicado na imprensa “Em defesa da nação ameaçada”, contendo críticas ao modelo econômico adotado pelo governo. A punição do general Andrada Serpa deveu-se também a uma conferência que este pronunciara no Instituto de Engenharia de São Paulo sobre a situação institucional e a política econômica do país, considerada, conforme nota do general Ayrosa, manifestação pública “a respeito de assuntos políticos sem que estivesse devidamente autorizado”.
Ernani Ayrosa foi transferido para a reserva em maio de 1981.
Além de diversos trabalhos sobre temas militares, escreveu "Memórias de um Soldado em 1985.
Faleceu no Rio de Janeiro no dia 5 de dezembro de 1987.